# Morti nel 1600
| Questa pagina contiene informazioni ricavate automaticamente dalle voci biografiche con l'ausilio del template Bio e di un bot. L'aggiornamento è periodico e automatico e ricostruisce completamente la pagina. Se manca una persona in questa lista, sei pregato di non aggiungerla, ma accertati piuttosto che la sua voce biografica contenga il template Bio e che i dati anagrafici siano correttamente compilati. Se il template Bio manca, inseriscilo tu stesso o, in alternativa, metti l'avviso {{tmp\|Bio}} che ne segnala la mancanza. Se i dati riportati sono sbagliati, correggi direttamente la voce biografica; le modifiche saranno visibili in questa lista entro pochi giorni. Per chiarimenti vedi il progetto biografie. La lista contiene solo le 105 persone che sono citate nell'enciclopedia e per le quali è stato implementato correttamente il template Bio. Pagina aggiornata al 2 lug 2025. |

## Gennaio(6)
- 9 gennaio - Giuseppe Giustiniani, nobile e diplomatico italiano (n. 1525)
- 9 gennaio - John Spencer, politico e nobile inglese (n. 1549)
- 12 gennaio - Bernardino Baldini, umanista, medico e matematico italiano (n. 1515)
- 21 gennaio - Jerzy Radziwiłł, cardinale e vescovo polacco (n. 1556)
- 26 gennaio - Lorenzo Priuli, politico, cardinale e patriarca cattolico italiano (n. 1538)
- 30 gennaio - Gherardo Cibo, botanico italiano (n. 1512)

## Febbraio(6)
- 9 febbraio - Giovanni Federico di Pomerania, duca (n. 1542)
- 10 febbraio - Giano Pelusio, presbitero, umanista e poeta italiano (n. 1520)
- 15 febbraio - José de Acosta, gesuita e scrittore spagnolo (n. 1539)
- 17 febbraio - Giordano Bruno, filosofo, scrittore e predicatore italiano (n. 1548)
- 20 febbraio - Innico d'Avalos d'Aragona, cardinale e vescovo cattolico italiano (n. 1536)
- 25 febbraio - Sebastiano Aparicio, religioso spagnolo (n. 1502)

## Marzo(4)
- 1º marzo - Angelo Casarino, vescovo cattolico italiano
- 4 marzo - Fantino Petrignani, arcivescovo cattolico italiano (n. 1539)
- 22 marzo - Hōjō Ujinori, militare giapponese (n. 1545)
- 28 marzo - Gonzalo Piña Lidueña, condottiero spagnolo (n. 1545)

## Aprile(6)
- 1º aprile - Esperanza Malchi, imprenditrice ottomana
- 3 aprile - Stanislaw Reszka, gesuita e diplomatico polacco (n. 1544)
- 15 aprile - Gilberto Isfar y Corillas, vescovo cattolico italiano
- 20 aprile - Ludovico Madruzzo, cardinale italiano (n. 1532)
- 23 aprile - Miklós Pálffy, militare ungherese (n. 1552)
- 24 aprile - Jean Baptiste de la Barrière, religioso francese (n. 1544)

## Maggio(4)
- 4 maggio - Jean Nicot, diplomatico e lessicografo francese (n. 1530)
- 18 maggio - Nicolaus Olai Bothniensis, arcivescovo luterano svedese
- 18 maggio - Fulvio Orsini, umanista, storico e archeologo italiano (n. 1529)
- 19 maggio - Abe Masakatsu, militare giapponese (n. 1541)

## Giugno(3)
- 3 giugno - Juan Grande Román, religioso spagnolo (n. 1546)
- 8 giugno - Edoardo Fortunato di Baden-Baden, nobile tedesco (n. 1565)
- 21 giugno - John Rigby, inglese (n. 1570)

## Luglio(3)
- 15 luglio - Antonio Contin, scultore e architetto svizzero (n. 1566)
- 17 luglio - Hosokawa Tamako, giapponese (n. 1563)
- 29 luglio - Adolfo di Schwarzenberg, militare e nobile austriaco (n. 1551)

## Agosto(5)
- 5 agosto - John Ruthven, III conte di Gowrie, nobile scozzese
- 18 agosto - Sebastiano Montelupi, mercante e banchiere italiano (n. 1516)
- 27 agosto - Pedro de Deza Manuel, cardinale e vescovo cattolico spagnolo (n. 1520)
- 27 agosto - Kaganoi Shigemochi, militare giapponese (n. 1561)
- 29 agosto - Angelo Giustiniani, vescovo cattolico italiano

## Settembre(5)
- 1º settembre - Tadeáš Hájek, medico e astronomo ceco
- 8 settembre - Matsudaira Ietada, militare giapponese (n. 1555)
- 8 settembre - Torii Mototada, militare giapponese (n. 1539)
- 9 settembre - Joris Hoefnagel, pittore fiammingo (n. 1542)
- 20 settembre - Rodrigo de Castro Osorio, cardinale e arcivescovo cattolico spagnolo (n. 1523)

## Ottobre(9)
- 12 ottobre - Luis de Molina, teologo, giurista e gesuita spagnolo (n. 1535)
- 21 ottobre - Hiratsuka Tamehiro, militare giapponese
- 21 ottobre - Shima Sakon, militare giapponese (n. 1540)
- 21 ottobre - Shimazu Toyohisa, militare giapponese (n. 1570)
- 21 ottobre - Toda Katsushige, militare giapponese (n. 1557)
- 21 ottobre - Ōtani Yoshitsugu, militare giapponese
- 22 ottobre - Alfonsino Gesualdo, nobile italiano (n. 1595)
- 23 ottobre - Ishida Masatsugu, militare giapponese
- 24 ottobre - Andrea Bacci, filosofo, medico e scrittore italiano (n. 1524)

## Novembre(9)
- 3 novembre - Richard Hooker, teologo e presbitero inglese (n. 1554)
- 6 novembre - Ankokuji Ekei, militare giapponese (n. 1539)
- 6 novembre - Ishida Mitsunari, militare giapponese (n. 1559)
- 6 novembre - Konishi Yukinaga, militare giapponese (n. 1555)
- 8 novembre - Natsuka Masaie, militare giapponese (n. 1562)
- 9 novembre - Achille Falcone, compositore italiano
- 12 novembre - Andrea d'Austria, vescovo cattolico, cardinale e abate austriaco (n. 1558)
- 16 novembre - Itō Suketaka, militare giapponese (n. 1559)
- 17 novembre - Kuki Yoshitaka, militare giapponese (n. 1542)

## Dicembre(4)
- 3 dicembre - Giovanni Trulles de Myra, arcivescovo cattolico spagnolo
- 13 dicembre - Ercole Bevilacqua, militare italiano (n. 1554)
- 16 dicembre - Carlo I del Palatinato-Zweibrücken-Birkenfeld, nobile (n. 1560)
- 29 dicembre - Laura Peperara, cantante, arpista e danzatrice italiana (n. 1563)

## Senza giorno specificato(41)
- Elazar ben Moshe Azikri, rabbino e religioso (n. 1533)
- Francesco Barberini, mercante italiano (n. 1528)
- Teodoro Belleo, medico italiano (n. 1540)
- Rinaldo Bonanno, scultore e architetto italiano (n. 1545)
- Bâkî, poeta turco (n. 1526)
- Luigi Carboni, pittore italiano (n. 1540)
- Luis del Mármol Carvajal, viaggiatore, militare e storico spagnolo (n. 1520)
- Chōsokabe Chikatada, militare giapponese (n. 1572)
- John Craig, religioso scozzese (n. 1512)
- Conrad Dasypodius, matematico e astronomo svizzero (n. 1532)
- Thomas Deloney, scrittore inglese (n. 1543)
- Thomas Derrick, criminale britannico (n. 1500)
- Luis Enríquez de Cabrera y Mendoza, nobile spagnolo
- Santi Gucci, scultore e architetto italiano (n. 1530)
- Kawajiri Hidenaga, militare giapponese
- Kinoshita Yoritsugu, militare giapponese
- Claude Le Jeune, compositore francese
- Antonio Lo Frasso, scrittore e militare spagnolo (n. 1540)
- Giacomo Malatesta, condottiero italiano (n. 1530)
- Arnaut Mami, corsaro ottomano
- Francesco Montemezzano, pittore italiano (n. 1555)
- Antoni de Montserrat, presbitero e cartografo spagnolo (n. 1536)
- Bernardo Morando, architetto e ingegnere militare italiano
- Jens Nilssøn, teologo e vescovo luterano norvegese (n. 1538)
- Diego Osorio Villegas, condottiero spagnolo
- Angelo Peruzzi, vescovo cattolico italiano
- Giovan Battista Pignatelli, cavaliere italiano (n. 1540)
- Pier Francesco Piola, pittore italiano (n. 1565)
- Sante Riccitelli, religioso e teologo italiano
- Balthasar Russow, storico tedesco (n. 1536)
- Canfeda Hatun, ottomana
- Reichard Streun von Schwarzenau, nobile, politico e storico austriaco (n. 1538)
- Shiba Yoshikane, militare giapponese (n. 1540)
- Shimun IX Denha
- Felipa de Souza, portoghese (n. 1556)
- Margaret Stuart, nobile britannica (n. 1598)
- Petruccio Ubaldini, storico e miniatore italiano (n. 1524)
- Antoine du Verdier, scrittore francese (n. 1544)
- Giovanni Maria Verdizotti, scrittore e pittore italiano (n. 1525)
- Martino de Leyva, nobile e militare spagnolo (n. 1549)
- Mustafa Âlî, storico ottomano (n. 1541)